# زاره مورادیان
زاره مورادی مورادیان (ارمنی: Զարեհ Մուրադի Մուրադյան؛ زاده ۲۰ نوامبر ۱۹۱۳ - درگذشته ۱۸ دسامبر ۱۹۷۹) استاد و رقصنده باله، بازیگر اهل ارمنستان بود.

## زندگی‌نامه
وی در ۲۰ نوامبر ۱۹۱۳ در خاربرت در به دنیا آمد و از hy:Երևանի պարարվեստի պետական քոլեջ (۱۹۳۵), hy:Երևանի պետական գեղարվեստաթատերական ինստիտուտ (۱۹۷۲) و آکادمی دولتی رقص‌پردازی مسکو فارغ‌التحصیل گشت. وی عضو اتحادیه کارگردان تئاتر ارمنستان بود و در تالار بولشوی، تالار آکادمی ملی اپرا و باله آلکساندر اسپنداریان، کودرینکا (Կուդրինկա)، تئاتر ی. واختتانگووی و تئاتر کامنری فعالیت می‌کرد. وی همچنین برنده جوایزی همچون نشان برجسته افتخار و چهره هنری شایسته ارمنستان شوروی شد. وی در ۱۸ دسامبر ۱۹۷۹ در سن ۶۶ سالگی در ایروان درگذشت.

## نگارخانه

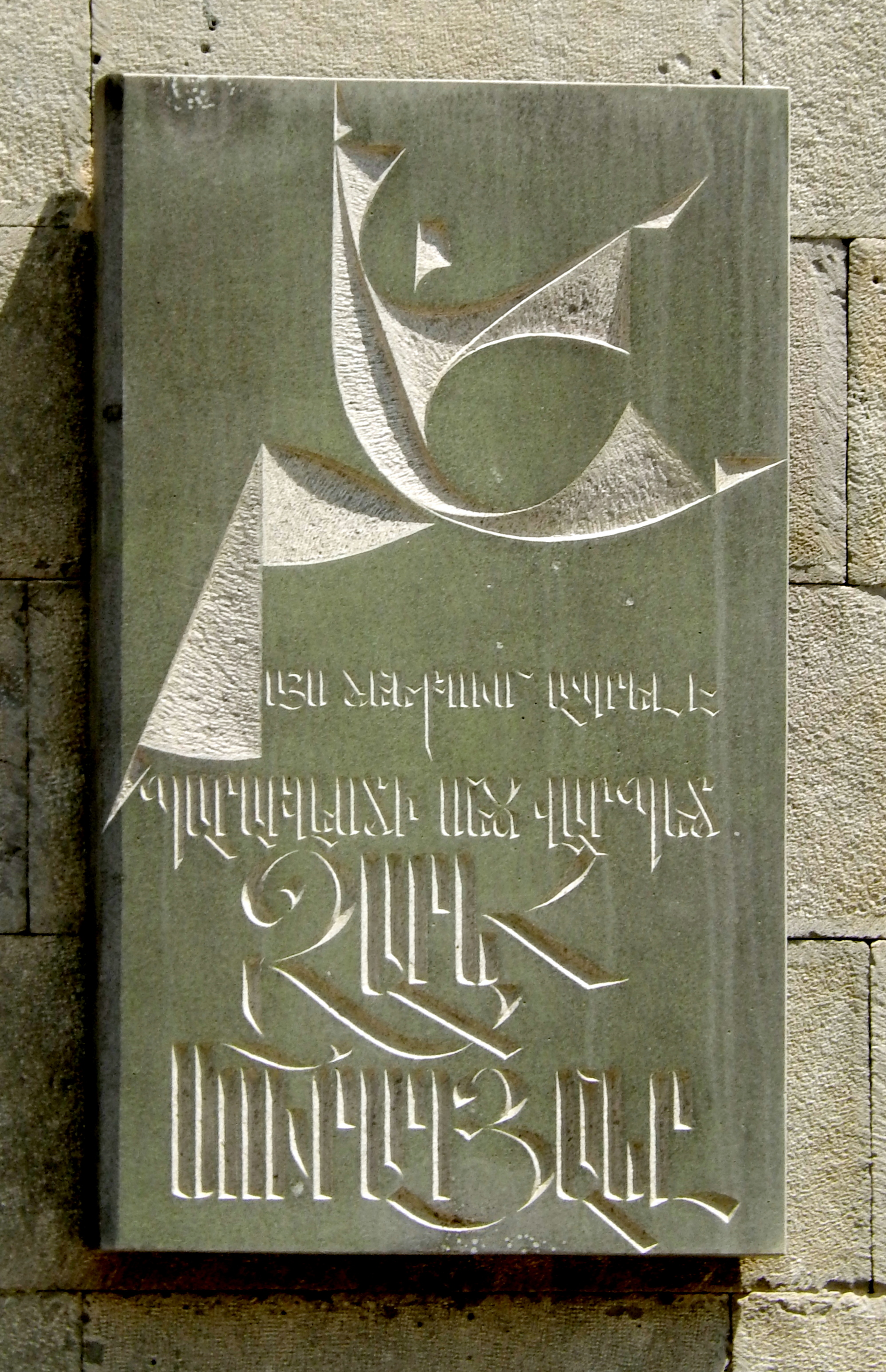